# Théâtre antique d'Amman

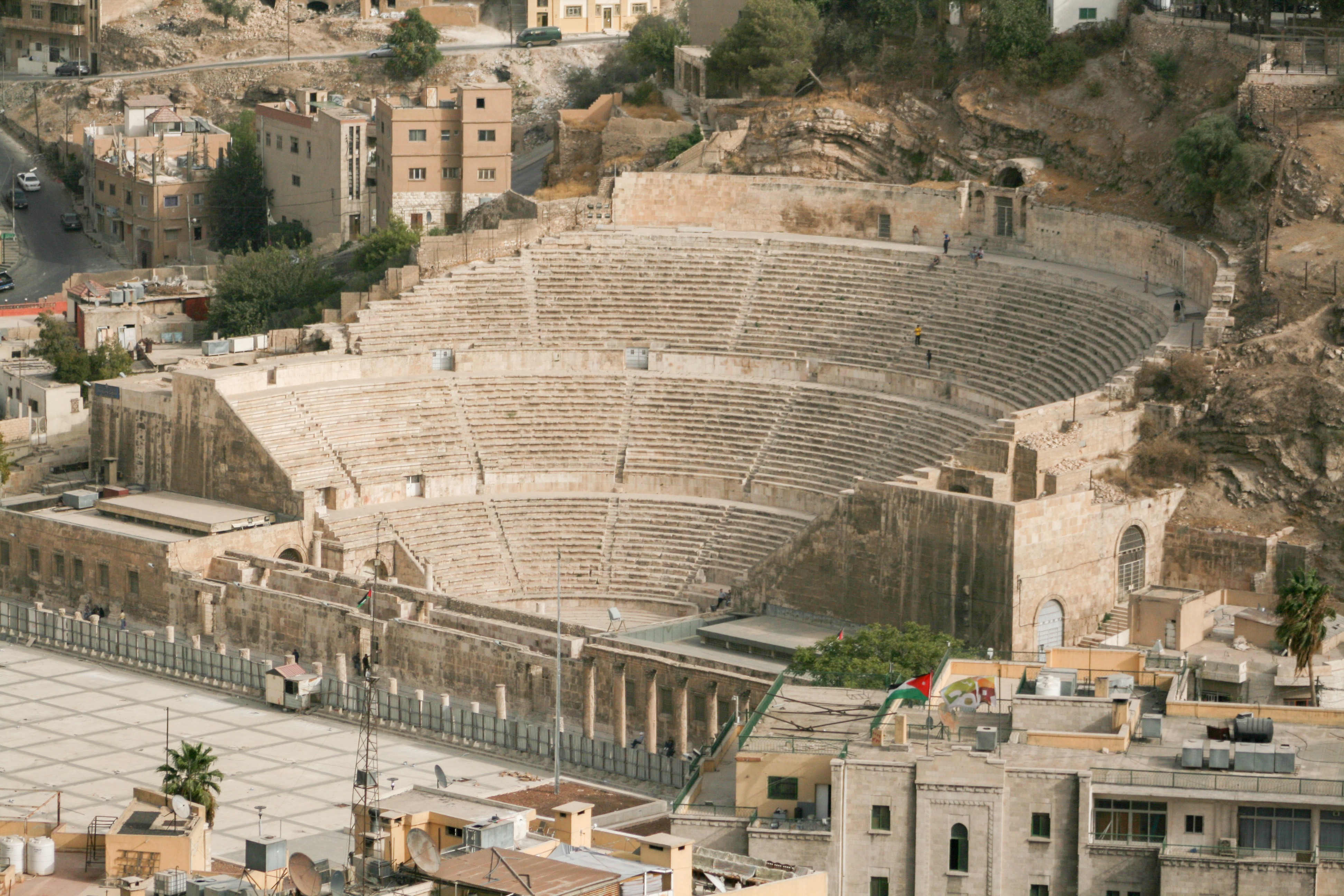
Le théâtre romain d'Amman

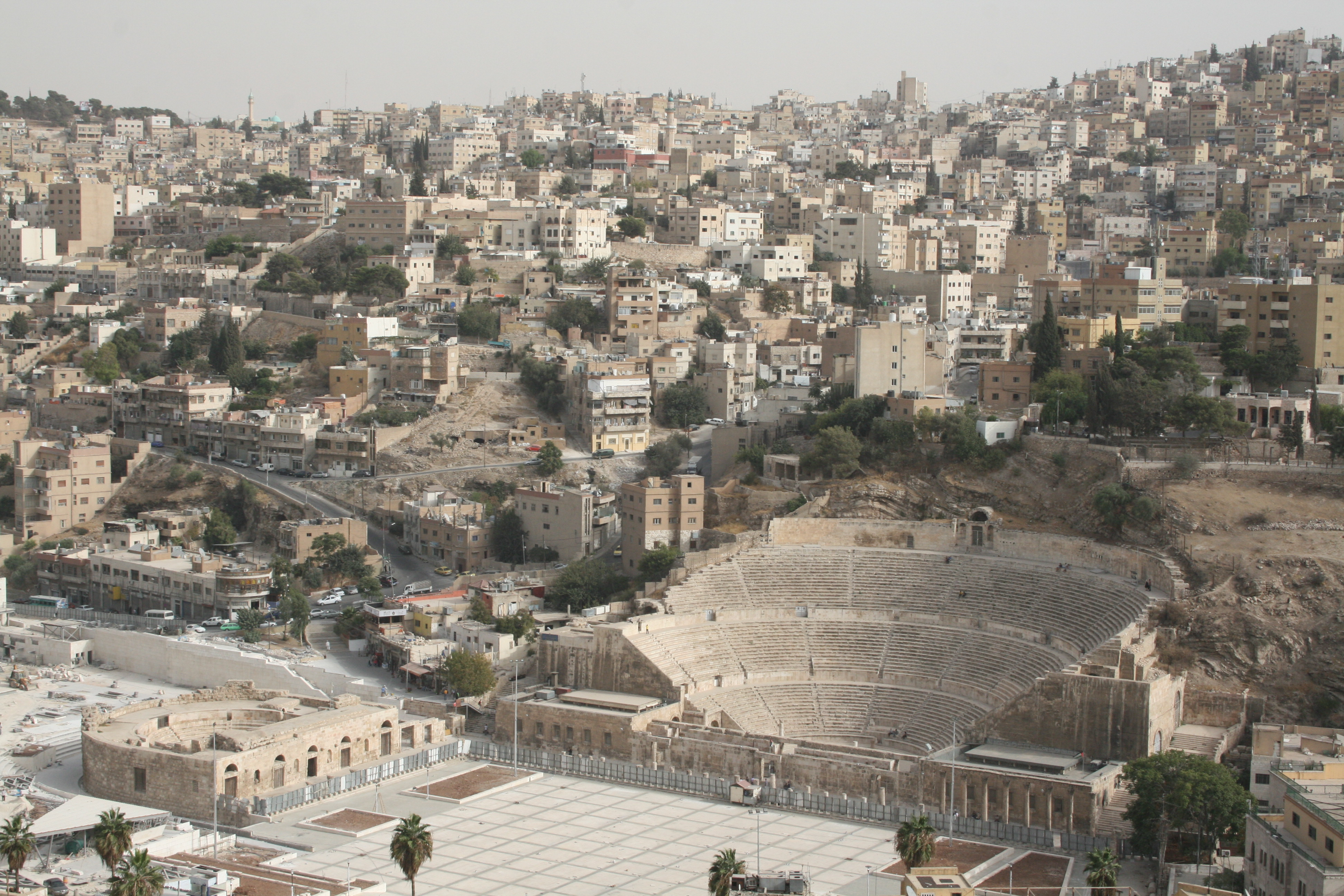
Autre vue du théâtre.

Le théâtre antique romain d'Amman en Jordanie forme avec l'odéon voisin un site archéologique remarquable. Il aurait été construit entre 138 et 161 apr. J.-C. par l'empereur Antonin le Pieux et est le plus grand de Jordanie, avec 6 000 places.
Situé derrière l'emplacement de l'ancien forum, il s'adosse au flanc d'une colline, et est toujours utilisé pour des spectacles.